# Stadio Giovanni Zini
Stadio Giovanni Zini – stadion piłkarski znajdujący się w mieście Cremona we Włoszech.
Swoje mecze rozgrywa na nim zespół US Cremonese. Jego pojemność wynosi 18 000.